# Reichersberg (Górna Austria)
Reichersberg – gmina targowa w Austrii, w kraju związkowym Górna Austria, w powiecie Ried im Innkreis. Według Austriackiego Urzędu Statystycznego liczyła 1527 mieszkańców (1 stycznia 2015).